# Francisco Fernández del Castillo (historiador)
Francisco Fernández del Castillo (Ciudad de México, 1864 - ibídem, 1936) fue un historiador, investigador y académico mexicano.

## Semblanza biográfica
Fue investigador en el Archivo General de la Nación y en la Dirección de Monumentos Coloniales. En 1920, fue nombrado miembro de número de la incipiente Academia Mexicana de la Historia, ocupó el sillón N° 13. Fue padre del médico, escritor e historiador del mismo nombre.

## Obras publicadas
- Concordancias entre los calendarios náhuatl y romano, en 1906.
- Apuntes para la historia de San Ángel (San Jacinto Tenanitla) y sus alrededores: tradiciones, historia y leyendas, en 1913.
- Libros y libreros en el siglo XVI, en 1914, reeditada en 1982.
- Doña Catalina Xuárez Marcayda: primera esposa de Hernán Cortés y su familia, en 1929.

Existe un manuscrito inédito constituido por más de mil cuatrocientas biografías conocido como Biografías de conquistadores y primeros pobladores de México y Guatemala, del cual se publicó el libro Don Pedro de Alvarado con la ayuda de Antonio Fernández del Castillo y la Sociedad Mexicana de Geografía y Estadística en 1945.